# FAT TOM
FAT TOM (انگلیسی: FAT TOM) نوعی یادیار است که در صنایع غذایی کاربرد دارد و به ۶ حالتِ مساعدی که برای رشد «عوامل بیماری‌زای منتقل‌شونده از طریق غذا» لازم است، اشاره دارد. 
این عبارت از سرواژههای انگلیسی «غذا» (Food)، «اسیدیته» (Acidity)، «زمان» (Time)، «دما» (Temperature)، «اکسیژن» (Oxygen) و «رطوبت» (Moisture) گرفته شده است.